# Voraptus
Voraptus là một chi nhện trong họ Zoridae.